# 진안 금당사 목조여래좌상
진안 금당사 목조여래좌상(鎭安 金塘寺 木造如來坐像)은 대한민국 전북특별자치도 진안군 금당사에 있는, 나무로 만든 여래 좌상이다. 1973년 6월 23일 전라북도의 유형문화재 제18호로 지정되었다.

## 개요
중국의 승려 혜감(慧鑑)이 814년에 창건한 사찰로 전해지는 금당사에 있는 불상으로 중앙의 본존불을 중심으로 좌우에 협시보살을 배치한 삼존불상이다.
본존불은 사각형의 평판화된 얼굴에 비교적 당당한 체구이며, 양 손을 들어서 엄지와 약지를 맞대고 있어 아미타불을 형상화한 것임을 알 수 있다. 둥글게 움추리고 있는 어깨와, 도식화된 옷자락 표현에서 조선 후기 불상의 특징이 잘 드러나고 있다. 좌·우 보살은 복잡한 보관(寶冠)이나 가슴의 구슬장식, 두 손에 잡은 연꽃가지 등 장식적 요소를 제외하면 본존불과 흡사하다.
이 불상은 둥근맛 나는 양감과 온화한 얼굴표정으로 보아 적어도 17세 후반기에 제작된 상당한 수준의 작품으로 평가된다.

## 같이 보기
- 금당사

## 참고 자료
- 금당사목불좌상 - 국가유산청 국가유산포털